# Ancyloscelis globulifer
Ancyloscelis globulifer är en biart som först beskrevs av Cockerell 1918.  Ancyloscelis globulifer ingår i släktet Ancyloscelis och familjen långtungebin. Inga underarter finns listade i Catalogue of Life.